# Macrocyphon singularis
Macrocyphon singularis is een keversoort uit de familie moerasweekschilden (Scirtidae). De wetenschappelijke naam van de soort werd in 1928 gepubliceerd door Kenneth Gloyne Blair.